# Tropický pás

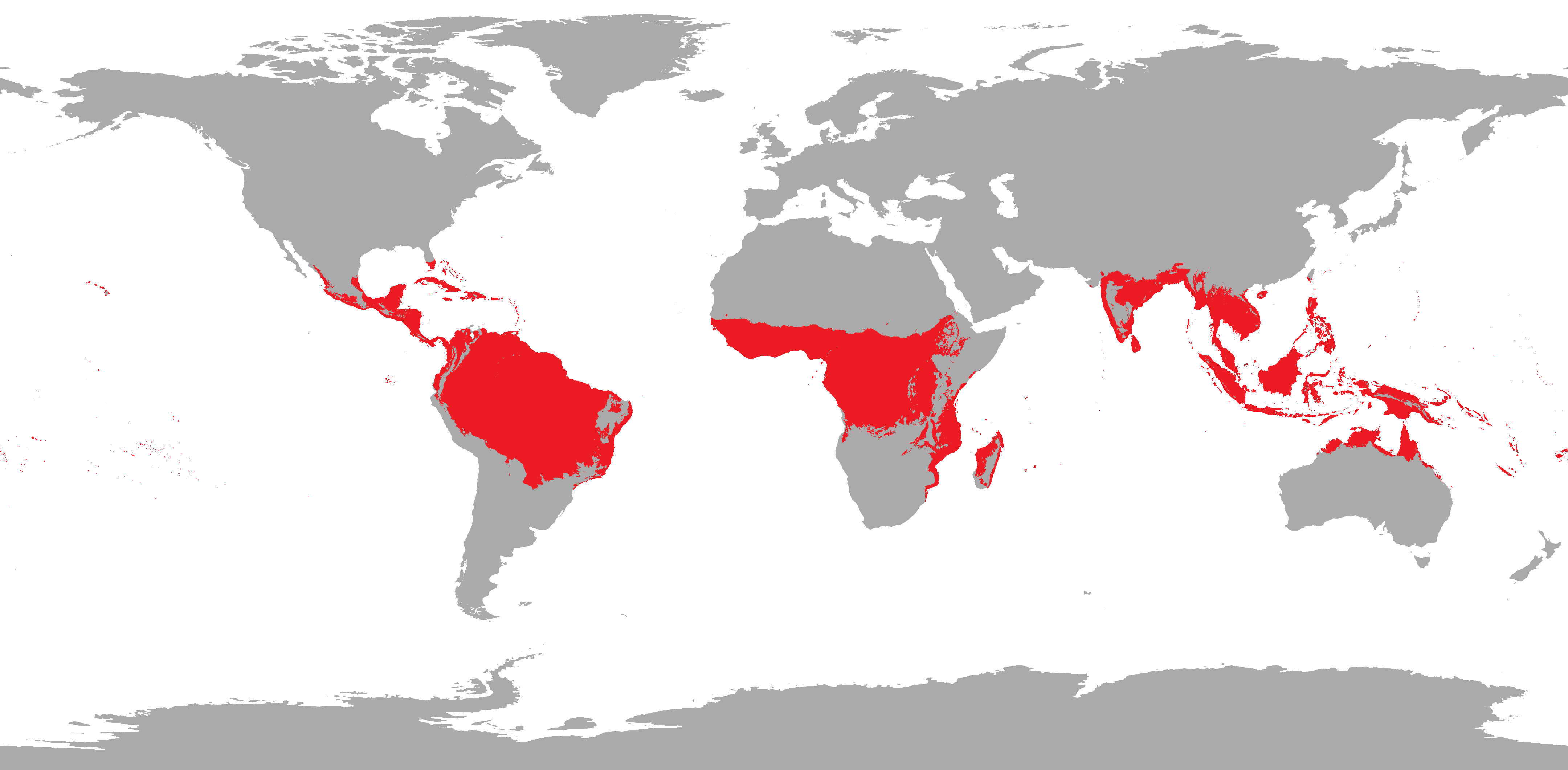
Rozšíření tropického pásu

Tropický podnebný pás je oblast, kde celoročně panuje teplé počasí. Obvyklý cyklus střídání léta a zimy se zde projevuje jen velmi nevýrazně, v podobě mírných sezónních výkyvů teploty. V zimě lze zaznamenat určité ochlazení, to však nikdy nevede k poklesu teploty pod bod mrazu. Žádná zima tedy fakticky ani nenastává a velmi zjednodušeně by se dalo říci, že zde po celý rok nepřetržitě panuje léto.  
To ovšem samo o sobě není zárukou nepřetržité vegetační doby. Vzhledem ke specifickému proudění větru je častým problémem tropických oblastí sucho. Přestože jsou teploty celoročně dostatečně vysoké, vegetace bývá nucena shodit všechny listy a přejít do dlouhého období vegetačního klidu kvůli nedostatku srážek. A takto čeká do doby, než opět nadejde srážkově bohaté období dešťů. Střídání léta a zimy zde tedy fakticky existuje, nicméně místo teplotami je způsobeno velmi nerovnoměrným rozvržením srážek v průběhu roku.  
Jako součást tropického pásu se někdy označuje i equatoriální pás, který se nachází v těsné blízkosti rovníku. Jeho charakteristickou vlastností je celoročně prakticky neměnná teplota a mnohem rovnoměrnější rozvržení srážek v průběhu roku, které zajišťuje dostatečnou celoroční vláhu pro udržení stálezelené vegetace. Ač jsou teploty ve srovnání s od rovníku vzdálenějšími tropickými oblastmi daleko umírněnější, extrémní vlhkost vzduchu, která je zde obvyklým jevem, pocitovou teplotu výrazně zvyšuje až do nesnesitelné úrovně.

## Etymologie
Slovo tropy má původ v řeckém tropos = obrat, a tropy dle toho jsou obvykle vymezeny obratníky Raka (23°26′ s. š.) a Kozoroha (23°26′ j. š.). V tomto smyslu tvoří tropy jeden souvislý pás obepínající Zemi podél rovníku. Tropy jsou také označovány jako „horký pás“, který leží mezi obratníky Raka a Kozoroha.
Další definice o tropech říká, že leží mezi oblastmi se subtropickým podnebím a oblastmi s podnebím rovníkových monzunů, v některých oblastech jsou vymezeny na hranici s oblastmi s rovníkovým podnebím. Nově se tomuto pásu říká teplý pás a je k němu připojena půlka pásu subtropického.

## Koppenova klasifikace podnebí
Tropy mají tropické podnebí – tak jsou vlastní tropy také definovány. Je tu velké teplo a střídá se tu hodně počasí. Někdy je tropický pás ztotožňován s rovníkovým deštným podnebím, což v Köppenově klasifikaci podnebí odpovídá pásům s označením A, Af – podnebí tropického deštného pralesa, Am – podnebí monzunové, Aw – podnebí savanové. Jsou to tedy nearidní (angl. arid – vyprahlý) oblasti a průměrné měsíční teploty přesahují 18 °C.

## Alisova klasifikace podnebí
V Alisově klasifikaci podnebí, která se vztahuje k druhé definici, jsou hranice vymezeny klimatickými polohami tropické fronty a polární fronty. Pro severní i jižní polokouli platí, že tropická vzduchová hmota se na území zdržuje během celého roku.
Dále může být tropické podnebí rozděleno na 4 typy: pevninské (kontinentální), mořské (maritimní), západních břehů pevnin (středomořské) a východních břehů pevnin (monzunové).
Pro pevninský tropický typ podnebí je charakteristické suché a velmi teplé klima, s velkými denními výkyvy teploty vzduchu. V těchto oblastech leží pouště.

## Jiná klasifikace
Z ryze astronomického hlediska je tropické pásmo oblastí, na kterou alespoň jednou za rok dopadají sluneční paprsky kolmo (tj. Slunce je v zenitu). Rozloha tropického pásma je tak dána sklonem rotační osy Země. Tato definice je dost obecná na to, aby se dala aplikovat i na jiné planety.

## Oceán

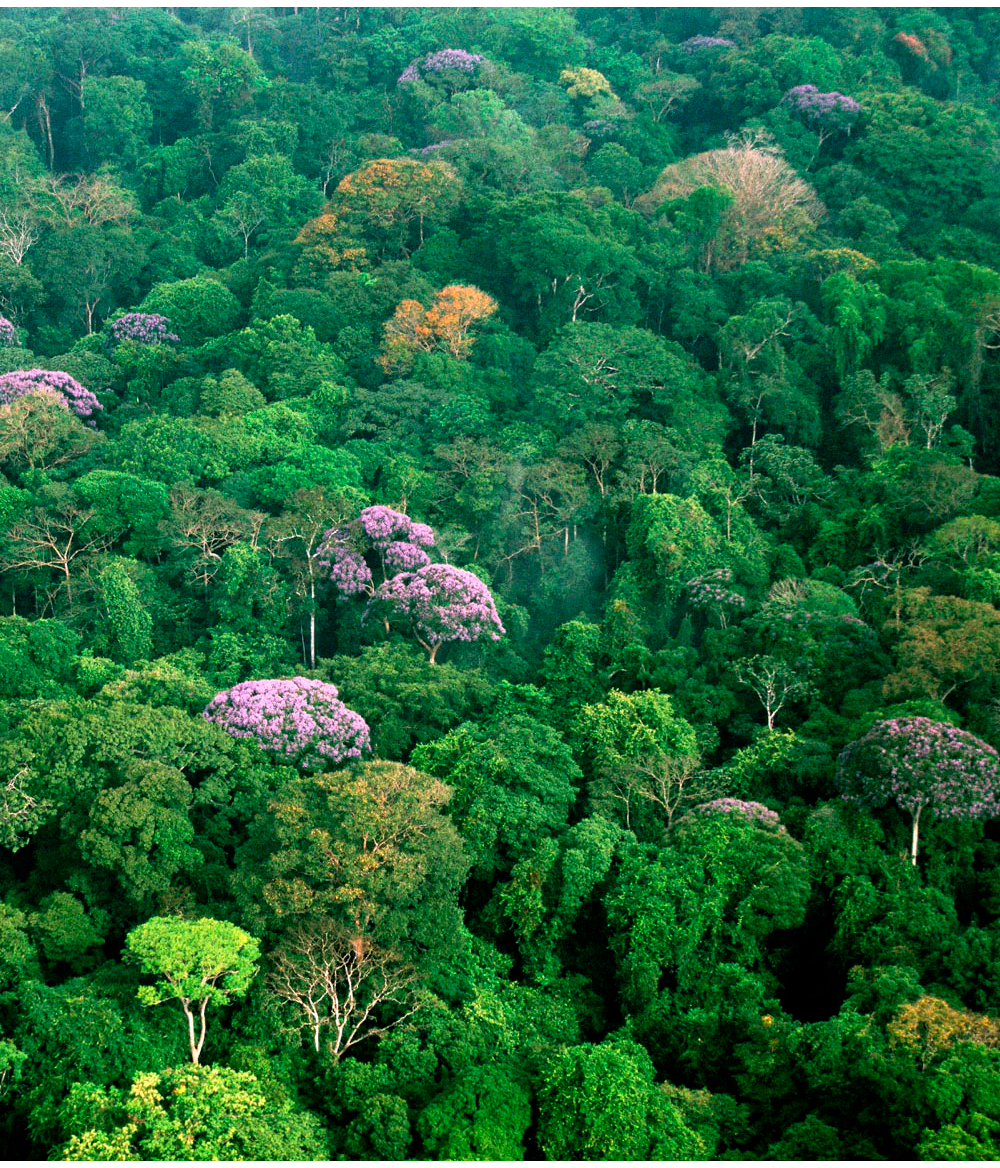
Lesy v oblasti tropickém pásu

Tropický pás oceánů je charakterizován stálou a vysokou teplotou svrchních vod, jejichž roční kolísání nepřevyšuje 2 °C. V mořích a oceánech je poměrně velká druhová biodiverzita, ale nízká početnost jedinců (abundance).

## Biota
Podle první definice zahrnují tropy oblasti s tropickými deštnými lesy, savanami.
Podle druhé definice patří do tropů především velké pouště jako je Sahara s typickou pouští vegetací a živočišstvem. Lidé zde chovají velbloudy a v oázách pěstují palmy, ovoce a zeleninu.